# 선산대로
선산대로(善山大路, Seonsan-daero)는 경상북도 구미시 지산동 원지교 북단과 도개면 신림리를 잇는 경상북도의 도로이다. 과거 전 구간 국도 제33호선에 속했다.

## 연혁
- 2009년 12월 10일 : 선산 ~ 도개간 도로(구미시 선산읍 교리 ~ 도개면 신림리) 4.641km 구간 확장 개통[1], 기존 2.4km 구간 폐지[2]
- 2010년 1월 20일 : 선산대로로 명명

## 주요 경유지
경상북도
- 구미시 (지산동 · 고아읍 · 선산읍 · 도개면)

## 노선
| 이름                                       | 접속 노선                                                                                           | 소재지        | 소재지                                              | 비고                  |
| 산업로와 직결                              | 산업로와 직결                                                                                       | 산업로와 직결 | 산업로와 직결                                       | 산업로와 직결         |
| ------------------------------------------ | --------------------------------------------------------------------------------------------------- | ------------- | --------------------------------------------------- | --------------------- |
| 원지교 북단                                | 야은로                                                                                              | 구미시        | 지산동                                              |                       |
| 지산동주민센터 구미보건소 금오여자고등학교 | | 구미시        | 지산동                                              |                       |
| 구미농수산물도매시장 문성교                | | 구미시        | 고아읍                                              |                       |
| 송림네거리                                 | 송평로 들성로                                                                                       | 구미시        | 고아읍                                              |                       |
| 봉한교                                     | 봉한3길 봉한4길                                                                                     | 구미시        | 고아읍                                              |                       |
| 항곡삼거리                                 | 지방도 제927호선 (송선로)                                                                           | 구미시        | 고아읍                                              |                       |
| 현일중학교 현일고등학교                    | | 구미시        | 고아읍                                              |                       |
| (고아119안전센터)                          | 예강1길                                                                                             | 구미시        | 고아읍                                              |                       |
| (럭키아파트)                               | 관심로 이례로 관심1길                                                                               | 구미시        | 고아읍                                              |                       |
| 고아시외버스정류장                         | | 구미시        | 고아읍                                              |                       |
| (고아농공단지입구)                         | 농공단지길 관심1길                                                                                  | 구미시        | 고아읍                                              |                       |
| 오로교                                     | | 구미시        | 고아읍                                              |                       |
| 오로삼거리                                 | 지방도 제916호선 (포아로)                                                                           | 구미시        | 고아읍                                              | 지방도 제916호선 구간 |
| 오로사거리                                 | 오로2길                                                                                             | 구미시        | 고아읍                                              | 지방도 제916호선 구간 |
| (선주교 남단)                              | 황산길                                                                                              | 구미시        | 고아읍                                              | 지방도 제916호선 구간 |
| 선주교                                     | | 구미시        | 고아읍                                              | 지방도 제916호선 구간 |
| 선산읍                                     | | 구미시        |                                                     | 지방도 제916호선 구간 |
| 1호광장 교차로                             | 국도 제33호선 (약목선산로) 국도 제59호선 국가지원지방도 제68호선 지방도 제916호선 (선상서로) 남문로 | 구미시        |                                                     | 지방도 제916호선 구간 |
| 1호광장 교차로                             | 국도 제33호선 (약목선산로) 국도 제59호선 국가지원지방도 제68호선 지방도 제916호선 (선상서로) 남문로 | 구미시        | 국도 제33, 59호선 구간 국가지원지방도 제68호선 구간 |                       |
| 동부교                                     | 조남로 단계동길                                                                                     | 구미시        |                                                     |                       |
| 선산터미널                                 | | 구미시        |                                                     |                       |
| 시내 교차로                                | 선산중앙로 동화3길                                                                                  | 구미시        |                                                     |                       |
| (신)교리삼거리                             | 국도 제59호선 (선상동로)                                                                            | 구미시        |                                                     |                       |
| 생곡 교차로                                | 유학길                                                                                              | 구미시        | 국도 제33호선 구간 국가지원지방도 제68호선 구간     |                       |
| 생곡교                                     | | 구미시        | 국도 제33호선 구간 국가지원지방도 제68호선 구간     |                       |
| 선산대교                                   | | 구미시        | 국도 제33호선 구간 국가지원지방도 제68호선 구간     |                       |
| 도개면                                     | | 구미시        | 국도 제33호선 구간 국가지원지방도 제68호선 구간     |                       |
| 도개 교차로                                | 국도 제25호선 (낙동대로)                                                                            | 구미시        | 국도 제33호선 구간 국가지원지방도 제68호선 구간     |                       |
| 신림리                                     | 도군로 신림도개길                                                                                   | 구미시        | 국가지원지방도 제68호선 구간                        |                       |
| 도군로와 직결                              | |               |                                                     |                       |

## 주요 건물 및 시설
- 지산동 행정복지센터 (경상북도 구미시 선산대로 105)
- 구미보건소 (경상북도 구미시 선산대로 111)
- 금오여자고등학교, 구미혜당학교 (경상북도 구미시 선산대로 129)
- 구미시차량등록사업소, 구미농수산물도매시장 (경상북도 구미시 고아읍 선산대로 309)
- 현일중학교, 현일고등학교 (경상북도 구미시 고아읍 선산대로 656)
- 고아119안전센터 (경상북도 구미시 고아읍 선산대로 821)
- 고아시외버스정류장 (경상북도 구미시 고아읍 선산대로 961)
- 고아파출소 (경상북도 구미시 고아읍 선산대로 974-6)
- 고아농협 (경상북도 구미시 고아읍 선산대로 979)
- 제일병원 (경상북도 구미시 고아읍 선산대로 1116)
- 선산터미널 (경상북도 구미시 선산읍 선산대로 1408)